# Tipula (Sinotipula) schmidiana
Tipula (Sinotipula) schmidiana is een tweevleugelige uit de familie langpootmuggen (Tipulidae). De soort komt voor in het Oriëntaals gebied.